# Sousa chinensis
Sousa chinensis (Соуса китайський) — вид плацентарних ссавців родини Дельфінові.

## Поширення
Ці дельфіни живуть у водах Південно-Східної Азії, у період розмноження від Південної Африки до Австралії. Живе від тропічних до помірно теплих прибережних водах, у тому числі затоках, прибережних лагунах, скелястих і/або коралових рифах, мангрових болотах і гирлових областях. Рідко зустрічається більш ніж на кілька кілометрів від берега. Іноді заходить у річки, але рідко більш ніж на кілька кілометрів вгору за течією і зазвичай залишається в межах припливного впливу.

## Фізичні характеристики
Довжина тіла становить від 2 до 3,5 м для дорослих 1 м для немовлят. Дорослі важать від 150 до 230 кг. При народженні чорні. Колір змінюється на сірий з рожевими плямами в молодому віці. Дорослі білі.

## Поведінка
Поживою служить риба, молюски. Піднімаються до поверхні води, щоб дихати кожні 20 до 30 секунд, і після цього занурюються в глибоку воду. Молодь виринає на поверхню води вдвічі більше, ніж дорослі, тому що молодь має менш потужні легені. Дорослі можуть перебувати під водою від 2 до 8 хв, молодь від 1 до 3 хв. Живуть в групах по 3—4.

## Життєвий цикл
Живуть до 40 років. Самиці стають зрілими в 10 років, в той час як самці стають зрілими в 13 років. Як правило, вони спаровуються з кінця літа до осені. Діти зазвичай народжуються через 11 місяців після спарювання. Дорослі самиці можуть народжувати кожні три роки.